# Петниста мекочерупчеста костенурка
Петнистите мекочерупчести костенурки (Lissemys punctata), наричани също индийски лопатести меки костенурки, са вид средноголеми влечуги от семейство Мекочерупчести костенурки (Trionychidae).
Разпространени са в сладководните басейни на Южна Азия. Достигат дължина на черупката 24 до 37 сантиметра. Всеядни са и се хранят с жаби, риба, мекотели, водни растения, листа, плодове, цветове и семена.